# Neil Forsyth
Neil Forsyth (Dundee, 1978) è uno scrittore e giornalista scozzese, creatore della serie televisiva Bob Servant Independent.

## Biografia
Forsyth è cresciuto a Dundee dove ha frequentato l'High School of Dundee e il suo primo scritto fu per la fanzine del Dundee United. Si è laureato all'Università di Edimburgo e ha svolto diversi lavori tra cui il promoter per locali notturni prima di iniziare a lavorare come giornalista freelance. He is also a graduate of the New York Film Academy.

## Attività
Forsyth è attualmente il Presidente dell'Associazione di Calcio del Principato di Sealand, nominato tale da Michael Bates, Principe Reggente di Sealand, il 23 dicembre 2009.